# الجوفعة (يريم)

تعديل مصدري - تعديل

الجوفعة محلة تابعة لقرية الحياضي، التابعة لعزلة خودان بمديرية يريم إحدى مديريات محافظة إب في الجمهورية اليمنية.، بلغ تعداد سكانها 22 حسب تعداد اليمن لعام 2004.